# Bubanje
Bubanje (en serbe cyrillique : Бубање) est un village du nord-est du Monténégro, dans la municipalité de Berane.

## Démographie

### Évolution historique de la population
| 1948 | 1953 | 1961 | 1971 | 1981 | 1991 | 2003 |
| ---- | ---- | ---- | ---- | ---- | ---- | ---- |
| 379  | 443  | 470  | 433  | 336  | 290  | 213  |